# Tonik

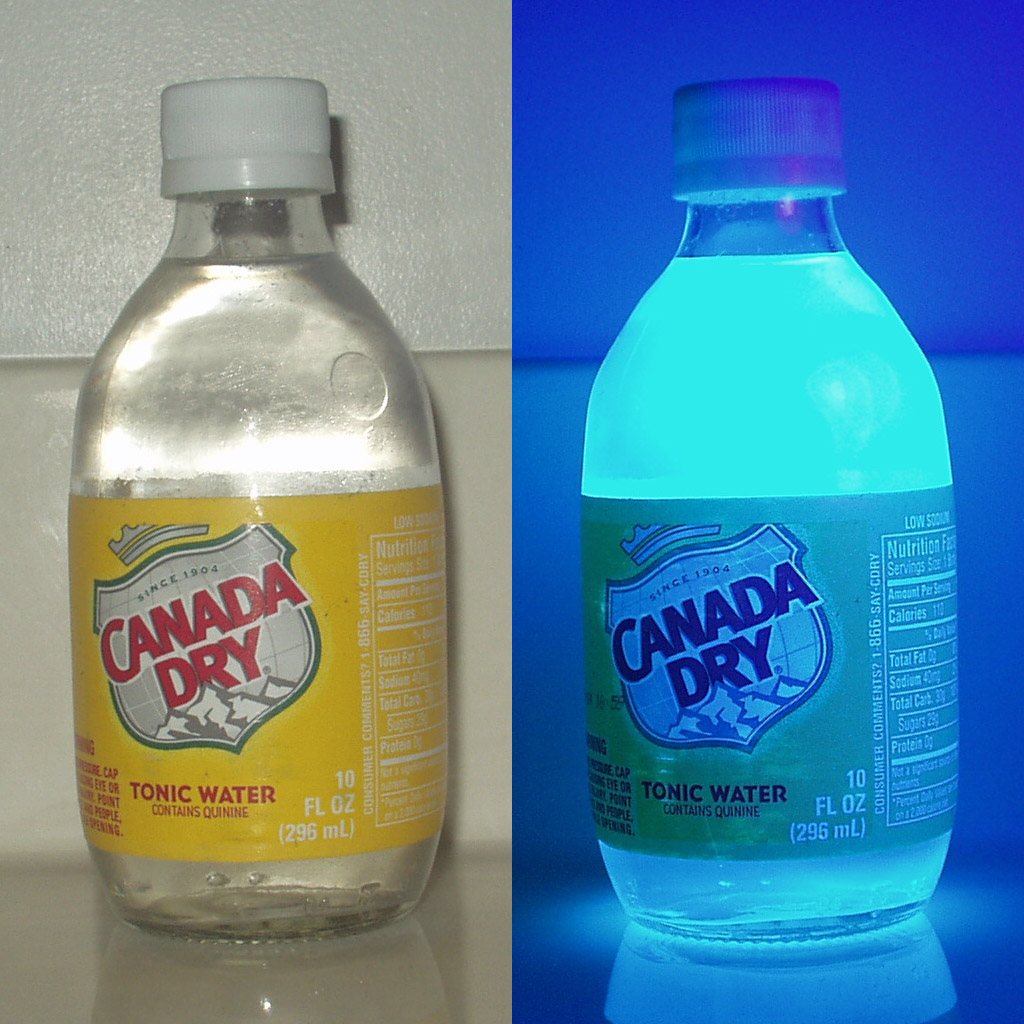
Kanadyjska marka toniku. Po prawej napój podświetlony ultrafioletem z widocznymi fluorescencyjnymi właściwościami chininy

Tonik – bezalkoholowy napój gazowany, w skład którego wchodzi woda gazowana, chinina oraz soki owocowe. Posiada on charakterystyczny, gorzkawy smak.
Mieszanka wody gazowanej z chininą została wynaleziona we wczesnych latach XIX wieku przez kolonistów brytyjskich w Indiach. W 1858 roku pierwszy raz wprowadzono tonik do sprzedaży masowej. Tonik zyskał popularność ze względu na szerokie zastosowanie do koktajli. Najpopularniejszym drinkiem z dodatkiem toniku jest gin z tonikiem.